# Мар'янопіль (Новомиргородська міська громада)
Мар'яно́піль — село в Україні, у Новоукраїнському районі Кіровоградської області. Населення становить 52 особи. Площа села — 54,54 га.
Народна назва села — Чу́йкове, що походить від прізвища колишнього власника села.

## Населення
Згідно з переписом УРСР 1989 року чисельність наявного населення села становила 244 особи, з яких 103 чоловіки та 141 жінка.
За переписом населення України 2001 року в селі мешкало 85 осіб.
Станом на 1 січня 2015 року, у Мар'янополі мешкало 52 особи.

### Мова
Розподіл населення за рідною мовою за даними перепису 2001 року:

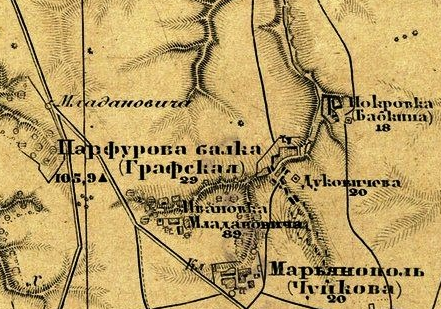
Мар'янопіль на військово-топографічній карті 1869 року

| Мова       | Відсоток |
| ---------- | -------- |
| українська | 98,82 %  |
| російська  | 1,18 %   |

## Вулиці
У Мар'янополі налічується дві вулиці та один провулок:
- Берегова вул. (у народі — Вулиця)
- Жовтнева вул. (у народі — Вигін)
- Шевченка пров.